# In tre contro il delitto
In tre contro il delitto (The Regatta Mystery and Other Stories) è una raccolta di racconti gialli scritti da Agatha Christie e pubblicati per la prima volta in volume nel 1939.

## Racconti
La raccolta contiene i seguenti nove racconti:
- La stella del mattino ("The Regatta Mystery")
- Il mistero della cassapanca spagnola ("The Mystery of the Baghdad Chest"): è la versione definitiva di un precedente racconto dell'autrice pubblicato su una rivista negli anni '20. Il titolo originale è Il mistero della cassapanca di Baghdad, ed è presente nella raccolta La casa dei sogni.
- Come va il vostro giardino? ("How Does Your Garden Grow?"): contiene delle idee che poi saranno riprese, riorganizzate e sviluppate nel romanzo Poirot e la strage degli innocenti.
- Il caso della baia di Pollensa ("Problem at Pollensa Bay")
- Iris gialli ("Yellow Iris"): verrà rielaborato ed esteso sotto forma di romanzo dal titolo Giorno dei morti, pubblicato nel 1945.
- Miss Marple racconta una storia ("Miss Marple Tells a Story")
- Il sogno ("The Dream"): compare il personaggio del dottor Stillingfleet, che verrà citato nel romanzo La parola alla difesa e comparirà di nuovo in Sono un'assassina?.
- In uno specchio scuro ("In a Glass Darkly")
- Un problema in alto mare ("Problem at Sea")

## Protagonisti
I racconti hanno come protagonisti, di volta in volta, Hercule Poirot, Miss Marple e Parker Pyne, con l'unica eccezione di "In a Glass Darkly", dove non compare nessuno dei tre investigatori creati dalla Christie.

## Edizioni italiane
- In tre contro il delitto, traduzione di Grazia Maria Griffini e Lidia Lax, Tutti i racconti di Agatha Christie n.4, Milano, Mondadori, 1981. - Collana Oscar Gialli n.215, Mondadori, 1990; Collana Oscar Narrativa n.1493 (Oscar Scrittori del Novecento), Mondadori, 1995; Collana Oscar Gialli, Mondadori, 2019, ISBN 978-88-047-1634-1.
- in Vita, morte e miracoli di Miss Marple, trad. di Lidia Lax, Collezione Omnibus Gialli, Milano, Mondadori, 1977. [contiene: Miss Marple racconta una storia]